# Akrylátové chipsy

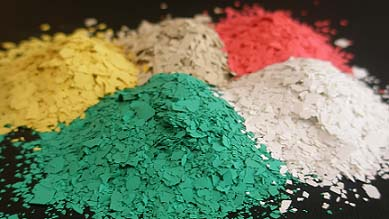
Akrylátové chipsy v různých odstínech

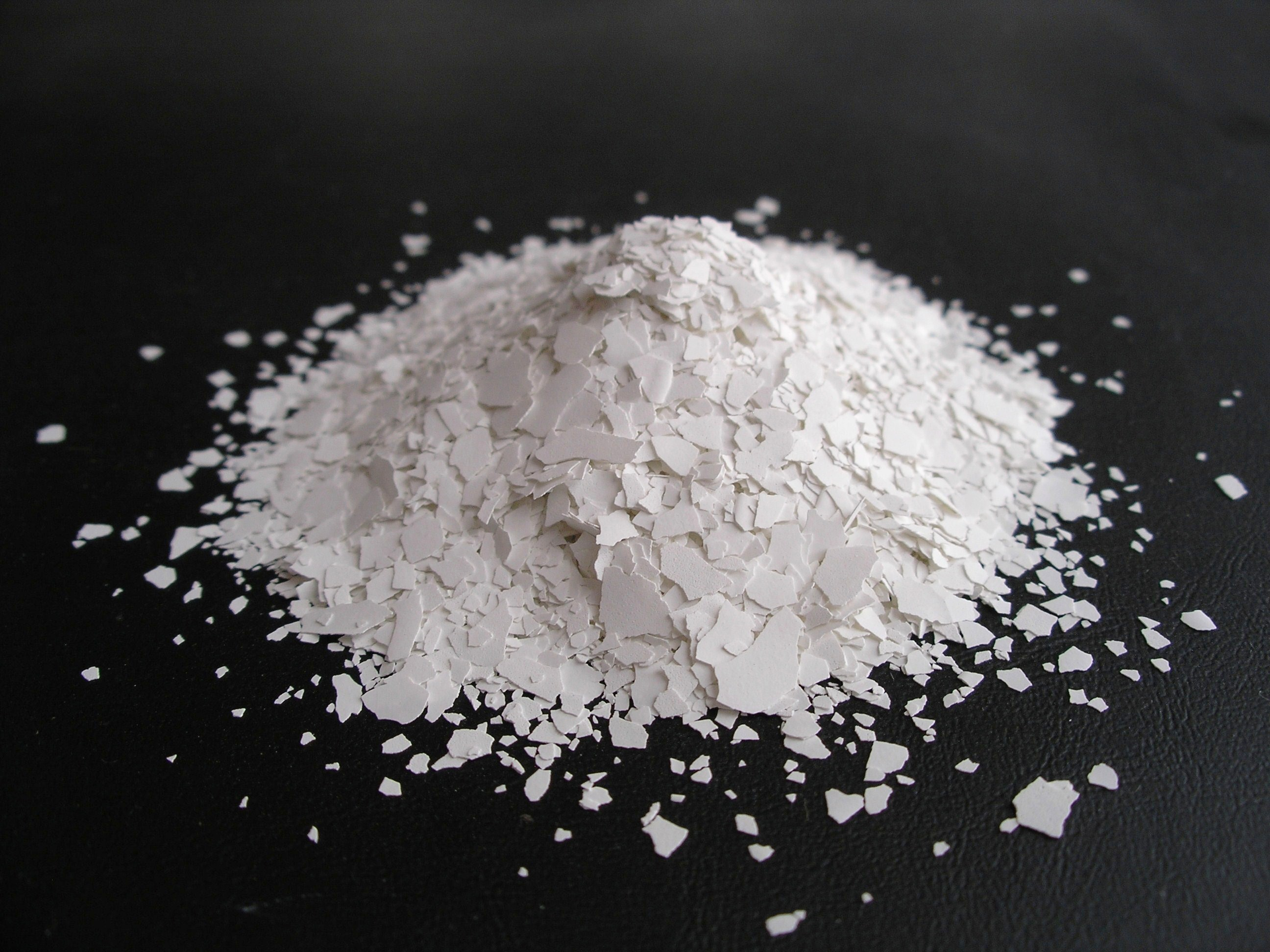
Chipsy v bílé barvě

Akrylátové chipsy neboli color chips, color flakes atd. jsou dekorativní šupinkaté (vločky, čipsy) částice vyrobené z akrylátové (AC) nebo polyvinylacetátové (PVA) disperze, plněné mletým vápencem nebo podobnými plnivy, barvené anorganickými a organickými pigmenty, obsahující různá aditiva pro vysokou odolnost proti UV záření, světlu a povětrnostním vlivům, určené jako dekorační plnivo pro průmyslové, bytové a dekorační podlahy, stěny, fasády, výroby nábytku a další kreativní použití. Akrylátové chipsy imitují žulu za mnohem nižší cenu. 
Barevná škála základních odstínů je cca 150, které se dále třídí na jednobarevné chipsy, dvoubarevné chipsy, fluorescenční, fotoluminiscentní, metalické a perleťové chipsy (šupinky nebo vločky) které se mezi sebou libovolně mísí a vytvářejí tak nekonečné možnosti vzorů. Další základní vlastností je různozrnost, která je standardně dodávaná v 5 velikostech od částic velikostí prachu, až po částice velikostí 1 Kč mince.
- Odstín: 150 odstínů
- Zrnitost: 0 – 30 mm
- Specifická hmotnost: 2,0 – 2,5 g/cm³
- VOC < 400 ppm
- Obsah pevných částic: 100 %